# ノッティンガムシャー
ノッティンガムシャー (Nottinghamshire) はイングランド、イースト・ミッドランズのカウンティ。州庁所在地はノッティンガム。

## 地理
ノッティンガムシャーはダービーシャーやサウスヨークシャー州と同様に北部の900メートル(3,000フィート)もの厚さの広大な石炭の層の上に位置している。アーキングの近くに油田が1か所存在する。西部は砂岩層と石灰岩層と東部は粘土層で覆われている。北部は湖沼平原のハンバーヘッド平原の一部である。中部と南部の周辺には古代のオーク林と起伏が特徴的なシャーウッドの森が広がる。主要な河川はトレント川、アイドル川、イレウォッシュ川、ソア川 などである。アイドル川、ソア川、イレウォッシュ川が流れ込むトレント川はシャーウッドの森に端を発する多くの小川からなり、広く平坦な谷を通り、ミステートンへと注ぐ。ダービーシャーとの境界のニュートンウッドレーンのすぐ北の地点がノッティンガムシャーの最高点で標高205メートルである。 一方、シルバーヒルにある以前シルバーヒル炭鉱のボタ山が残る人工地点はしばしば最高点として204メートルにも達する。
ノッティンガムシャーは西のペナイン山脈によって守られている為、 降雨量は毎年641–740ミリメートル(25–29 in) と割合少ない。平均気温は摂氏8.8度から10.1度(華氏48度から50度)である。年間日照は1321時間から1470時間である。

## 経済及び産業
この地域の経済は伝統的にリーン・バレーでの採炭と製造業によって成り立ってきた。地元の発明家ウィリアム・リー (発明家)が編み物フレームを発明して以来、この地域、とりわけノッティンガムはレース産業の街となった。
1998年ノッティンガムシャーのGDPは一人当たり12,000ポンド、総GDPは12,023120億2300万ほどであった。当時の一人あたりのGDPで比較すると、イースト・ミッドランズは11,848ポンド、イングランド£12,845ポンド、イギリス全体では12,548ポンドである。ノッティンガムは一人当たり17,373ポンド、北ノッティンガムシャーは10,176ポンド、南ノッティンガムシャーは 8,448ポンドであった。  2005年10月のイギリスの失業率は4.7%、イースト・ミッドランズは4.4%、ノッティンガム通勤圏域は2.4%であった。

## 観光名所
- シャーウッドの森
- ノッティンガム城
- ブライアリー森林公園

など